# آمنه‌خانم قزوینی
آمنه‌خانم قزوینی، (۱۲۰۲–۱۲۶۹) شاعر و مدرس دینی، از زنان عالم و فقیه قرن سیزده قمری است. او  قصیده‌ای بلند در چهارصدوهشتاد بیت از زبان زینب کبری در واقعه کربلا سروده است. دخترش طاهره قرةالعین نیز عالم مشهوری بود و الگوی زن در بهائیت محسوب می‌شود. طاهره اولین زن ایرانی بود که بعد از اسلام کشف حجاب کرد.

## زندگی
آمنه‌خانم قزوینی در ۱۲۰۲ در خانواده‌ای از علمای مذهبی به دنیا آمد. او دختر شیخ سیدمحمدعلی قزوینی (پسر سیدحسین قزوینی) و بانویی به نام فاطمه (دختر سیدمحمدمهدی بحرالعلوم) بود. پدربزرگ‌های او و نیز برادرش عبدالوهاب قزوینی (پدر علامه قزوینی از فقها و علمای بنام آن دوران بودند.
آمنه‌خانم در ۱۷سالگی با ملامحمدصالح برغانی که از علمای وقت بود ازدواج کرد و پس از درس آموختن از علمای بزرگ زمان خود و با اجازه رسمی آن‌ها که درجه اجتهاد او را تأیید می‌کردند در قزوین و سپس کربلا کلاس درس علوم دینی دایر کرد.
او مادر ربابه خانم و طاهره قرةالعین و عمهٔ علامه محمد قزوینی بود.